# Gerard Nash
Gerard Nash (ur. 27 lutego 1959 w Tulla) – irlandzki duchowny rzymskokatolicki, biskup Ferns od 2021.

## Życiorys

### Prezbiterat
Święcenia kapłańskie otrzymał 15 czerwca 1991 i został inkardynowany do diecezji Killaloe. Był m.in. kapelanem diecezjalnego ośrodka dla powołań, sekretarzem kurii diecezjalnej oraz dyrektorem wydziału ds. rozwoju duszpasterskiego.

### Episkopat
11 czerwca 2021 papież Franciszek mianował go ordynariuszem diecezji Ferns. Sakry udzielił mu 5 września 2021 arcybiskup Dermot Farrell.